# Lot 90: Katastrofa na Potomak
 Lot 90: Katastrofa na Potomaku – katastroficzny film produkcji amerykańskiej, w reżyserii Roberta Michaela Lewisa. Fabuła filmu oparta jest na prawdziwym zdarzeniu, katastrofie lotniczej w Waszyngtonie z 1982. 

## Obsada
- Jeanetta Arnette jako Patricia 'Nikki' Felch
- Barry Corbin jako Burt Hamilton
- Stephen Macht jako Joe Stiley
- Richard Masur jako Roger Olian
- Donnelly Rhodes jako Arland Williams
- Jamie Rose jako Marilyn Nichols
- James Whitmore Jr. jako kapitan Larry Wheaton
- Bruce Wright jako drugi pilot Roger Pettit
- Jane Kaczmarek jako Donna Olian
- Kerrie Keane jako Carole Biggs

## Opis fabuły
Film opowiada losy pasażerów lecących samolotem Boeing 737 z Waszyngtonu na Florydę zimą, 13 stycznia 1982 r. Na skutek błędnych decyzji kapitana samolotu podczas zamieci śnieżnej samolot nie nabrał koniecznej wysokości i runął chwilę po starcie na most a następnie do zamarzniętej rzeki Potomak w Waszyngtonie. W filmie przedstawiono osobę bohaterskiego pasażera, Arlanda Williamsa, który podczas akcji pomagał wydobywać ocalałych  współpasażerów. Williams ratując życie innym, sam utonął przemarznięty w rzece.